# (32463) 2000 SO129
2000 SO129 (asteroide 32463) é um asteroide da cintura principal. Possui uma excentricidade de 0.08916310 e uma inclinação de 17.13970º.
Este asteroide foi descoberto no dia 22 de setembro de 2000 por LINEAR em Socorro.